# Renato Assante
Renato Assante (Costantinopoli, 11 novembre 1921 – Monte Chenaillet, 21 ottobre 1944) è stato un militare italiano, decorato con la medaglia d'oro al valor militare alla memoria dalla Repubblica Sociale Italiana durante la seconda guerra mondiale. Tale decorazione non è mai stata riconosciuta della Repubblica Italiana.

## Biografia
Nacque a Costantinopoli l’11 novembre 1921, da genitori italiani ivi immigrati. Rientrato in Italia per compiere studi universitari, con l’entrata in guerra del Regno d’Italia, avvenuta il 10 giugno 1940, rientrò in Turchia. Dopo la firma dell’armistizio dell’8 settembre 1943 ritornò in Italia per arruolarsi volontario nell’Esercito Nazionale Repubblicano della Repubblica Sociale. Assegnato alla 13ª Compagnia del Battaglione "Tirano", in forza alla 4ª Divisione alpina "Monterosa" la sua unità fu schierata nel settore delle Alpi Cozie insieme all'85. Gebirgsjäger-Regiment della 5. Gebirgs-Division tedesca.
Dopo che un attacco portato dalla 27ª Divisione fanteria alpina francese il 5 settembre 1944 aveva portato all’occupazione del Forte Chenaillet  (2.650 m), osservatorio del Forte Janus il 21 ottobre il Battaglione "Tirano" lanciò un contrattacco che portò alla rioccupazione della posizione. Primo alpino a raggiungere il Forte di Chenaillet, rimase ucciso dal fuoco di retroguardia delle truppe francesi in ritirata. 
Il suo corpo venne recuperato e riportato nelle linee italiane da Ottavio Fanti, maresciallo della 13ª compagnia del Battaglione alpini "Tirano".
Per onorare la memoria di Renato Assante gli fu conferita la Medaglia d'oro al valor militare alla memoria.
Tale decorazione non è mai stata riconosciuta della Repubblica Italiana.

### Annotazioni
1. ↑  Tale unità, forte di 2 Demi-brigade di cacciatori da montagna e due di fanteria da montagna, era stata costituita ufficialmente ai primi del settembre 1944.
2. ↑  L'osservatorio di Cima Chenaillet era conquistato il 23 giugno 1940 dalla 26ª Divisione fanteria "Assietta".
3. ↑  Una piazzaforte in territorio francese a poco più di 1 km dal Confine, nel Briançonnais.

### Fonti
1. 1 2 3 4  Roubaud 2015, p. 15.
2. 1 2 3 4  Poggiali 2017, p. 10.
3. ↑  Poggiali 2017, p. 9.

Giornale Monterosa